# Кшижанувек
Кшижанувек (пол. Krzyżanówek) — село в Польщі, у гміні Кшижанув Кутновського повіту Лодзинського воєводства.
Населення — 143 особи (2011).
У 1975-1998 роках село належало до Плоцького воєводства.

## Демографія
Демографічна структура станом на 31 березня 2011 року:
|          | Загалом | Допрацездатний вік | Працездатний вік | Постпрацездатний вік |
| -------- | ------- | ------------------ | ---------------- | -------------------- |
| Чоловіки | 74      | 17                 | 51               | 6                    |
| Жінки    | 69      | 10                 | 39               | 20                   |
| Разом    | 143     | 27                 | 90               | 26                   |